# ジェームス・ムーア (ラグビー選手)
ジェームス・ムーア（James Moore、1993年6月11日 - ）は、オーストラリア・ブリスベン出身の、元ラグビーユニオン選手、元ラグビー日本代表。

## プロフィール
- 身長 195 cm , 体重 110 kg
- 現役時代のポジションはロック(LO)、フランカー(FL)。
- ニックネームはJimmy

## 来歴
10歳からラグビーを始め、ラグビーリーグを中心にプレーした。
ブリスベン州立高校 卒業、クイーンズランド工科大を経て、21歳の時にラグビーユニオンに転向した。2016年、東芝ブレイブルーパス(現・東芝ブレイブルーパス東京)に加入。
2017年8月19日に行われたジャパンラグビートップリーグ第1節のNECグリーンロケッツ戦にて先発出場で公式戦初出場を果たす。
2018年1月にはサンウルブズの2018年スコッドに追加招集された。また同年4月には、宗像サニックスブルースに加入。
2019年7月27日に行われたパシフィック・ネイションズカップのフィジー戦にて先発出場で日本代表初キャップを獲得した。また同年8月、ラグビーワールドカップ2019の日本代表に選出された。
2021年、NTTコミュニケーションズ シャイニングアークス東京ベイ浦安に加入。
2022年7月、NTT再編に伴う新チーム浦安D-Rocks選手スコッドに選ばれた。
2025年5月、浦安D-Rocksを退団し、引退。

## エピソード
日本代表ジャージを手掛けるメーカーのモデル経験がある。

## テレビ出演

### CM
- 富士フイルム『お正月を写そう♪2020 ラグビー七福神・音チェキ』篇（2019年12月28日 - ）